# 7105 Yousyozan
7105 Yousyozan este un asteroid din centura principală de asteroizi.

## Descriere
7105 Yousyozan este un asteroid din centura principală de asteroizi. A fost descoperit pe 18 februarie 1977 la Kiso de Hiroki Kosai și Kiichiro Hurukawa. Asteroidul prezintă o orbită caracterizată de o semiaxă mare de 2,41 ua, o excentricitate de 0,17 și o înclinație de 2,9° în raport cu ecliptica.